# Кринички (Коломийський район)
Кринички́ — село в Україні, у Матеївецькій сільській громаді Коломийського району Івано-Франківської області.
Згадується 6 травня 1471 року в книгах галицького суду.

## Населення

### Мова
Розподіл населення за рідною мовою за даними перепису 2001 року:
| Мова       | Відсоток |
| ---------- | -------- |
| українська | 100%     |